# Mesorhaga borealis
Mesorhaga borealis är en tvåvingeart som först beskrevs av Aldrich 1893.  Mesorhaga borealis ingår i släktet Mesorhaga och familjen styltflugor.
Artens utbredningsområde är Minnesota. Inga underarter finns listade i Catalogue of Life.